# 伏籠川
伏籠川（ふしこかわ）は、北海道札幌市を流れる石狩川水系茨戸川支流の一級河川。伏篭川、伏古川とも書く。

## 流路
北海道札幌市東区の伏古川下水処理場の排水を源として、そこから300mほど離れたところから地上を流れる。丘珠町まで北東に流れ、そこで北に向きを変えて北区に入り、石狩市との境で茨戸川に合流する。途中で篠路新川を合わせ、茨戸川に注ぐ手前で創成川と発寒川を合わせる。これら三つの支流は伏籠川と遜色ない流量や長さを持つ。創成川と発寒川を除いた流域面積は64.0km2ある。

## 歴史

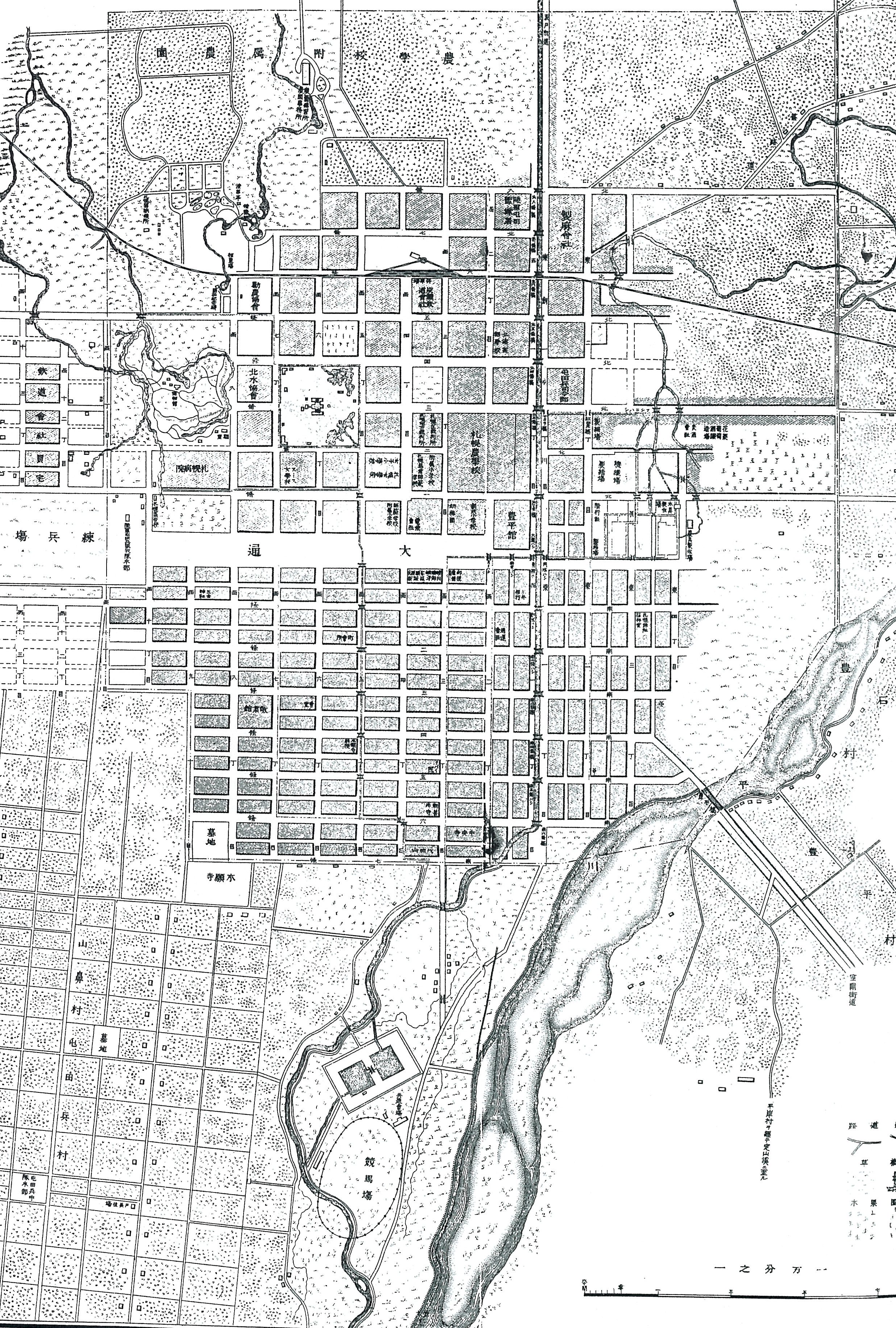
1891年の札幌市街図。画面下部を流れるのが豊平川。画面右上に描かれた小河川が、当時の伏篭川源流部である。

明治時代のフシコサッポロ川

川の名の由来は、アイヌ語の「フシコ・ペッ」（古い川）から。アイヌ語で「サッ・ポロ・ペッ」（乾いた大きな川）と呼ばれ、札幌の語源ともなった豊平川は、かつてはこの伏籠川の流路をたどって北に流れ、篠路で石狩川（茨戸川）に注いでいた。しかし江戸時代後期・寛政年間の洪水で流路を東に変え、現在の江別市対雁で石狩川に合流するようになった。それ以降、それまでの河道を「古川」の意で「フシコ」と呼び習わすようになったのである。
かつて幕末の札幌に掘られた大友堀は伏籠川に連絡し、琴似川もまた伏籠川に注いでいた。豊平川本流と別れたのちの伏籠川は、札幌扇状地末端の湧水池群を水源とする川として残ったが、明治以降、市街地の拡大と地下水位の低下によって上流部が枯渇した。旧流路の一部は、伏古公園の東から伏古拓北通の緑地帯として現在の起点まで伸びている。流域には、河川改修によって取り残された蛇行部が、ところどころに伏籠川の小さな支流として残っている。

## 支流

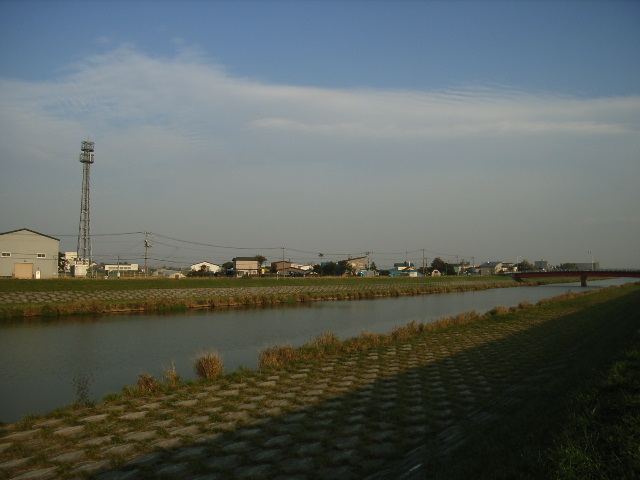
伏籠川下流（2004年10月）

- 赤坊川
- 篠路新川 - モエレ沼、雁来新川
- 篠路拓北川
- 旧琴似川
- 篠路川
- 創成川
- 発寒川 - 安春川、屯田川

## 橋梁
- 伏篭橋 - 札樽自動車道、国道274号
- 中井橋 - 北海道道112号札幌当別線、伏古拓北通
- 丘珠錦橋 - 北海道道431号丘珠空港線、丘珠空港通
- 吉田橋
- 青嵐橋 - （伏籠川緑地公園）
- 百年橋
- 丘珠伏籠橋 - 北海道道273号花畔札幌線、苗穂丘珠通
- 拓北1号橋
- 十軒三の橋
- 十軒二の橋
- 十軒橋
- 第二五ノ戸橋
- 上篠路伏籠橋
- 伏籠橋
- 篠路伏籠橋 - 篠路拓北通
- 第二伏籠川橋 - 北海道道273号花畔札幌線
- 伏籠川橋梁 - 札沼線
- 第三伏籠橋 - 北海道道273号花畔札幌線
- 茨戸福移橋 - 北海道道128号札幌北広島環状線、茨戸福移通
- 伏籠橋
- 茨戸中央橋
- 茨戸橋 - 北海道道273号花畔札幌線、花畔茨戸通